# 闫少俊
闫少俊（1958年—），山东滕县人，汉族，中华人民共和国政治人物、第十二届全国人民代表大会吉林地区代表。
毕业于山东工学院电力系统继电保护及自动化专业，加入中国共产党。2013年，被选为全国人大代表。